# Old People's Home for 4 Year Olds
Old People's Home for 4 Year Olds é uma série de televisão australiana baseada no programa britânico de mesmo nome do Channel 4. Estreou no ABC e no serviço de vídeo sob demanda ABC iview em 27 de agosto de 2019. O programa foi renovado em agosto de 2020 para uma segunda temporada que estreou em 6 de abril de 2021.

## O programa
Old People's Home for 4 Year Olds é uma comovente série documental baseada numa experiência social única em que um grupo de idosos residentes em lares de idosos é reunido com um grupo de crianças em idade pré-escolar para ver se este contato intergeracional pode melhorar a sua saúde e bem-estar.

## Episódios
| Temporada | Temporada | Episódios | Episódios | Originalmente exibido | Originalmente exibido  |
| Temporada | Temporada | Episódios | Episódios | Estreia da temporada  | Final da temporada     |
| --------- | --------- | --------- | --------- | --------------------- | ---------------------- |
|           | 1         | 5         | 5         | 27 de agosto de 2019  | 24 de setembro de 2019 |
|           | 2         | 5         | 5         | 4 de abril de 2021    | 4 de maio de 2021      |

## Prêmios e indicações
| Ano  | Indicado                          | Categoria                                                      | Resultado |
| ---- | --------------------------------- | -------------------------------------------------------------- | --------- |
| 2019 | Old People's Home for 4 Year Olds | Prêmio AACTA de Melhor Série Documental                        | Venceu    |
| 2020 | Old People's Home for 4 Year Olds | Prêmio C21 Media International Format de Melhor Formato Fatual | Venceu    |
| 2020 | Old People's Home for 4 Year Olds | Prêmio Emmy Internacional de Melhor Entretenimento Sem Roteiro | Venceu    |